# تبخیرکننده

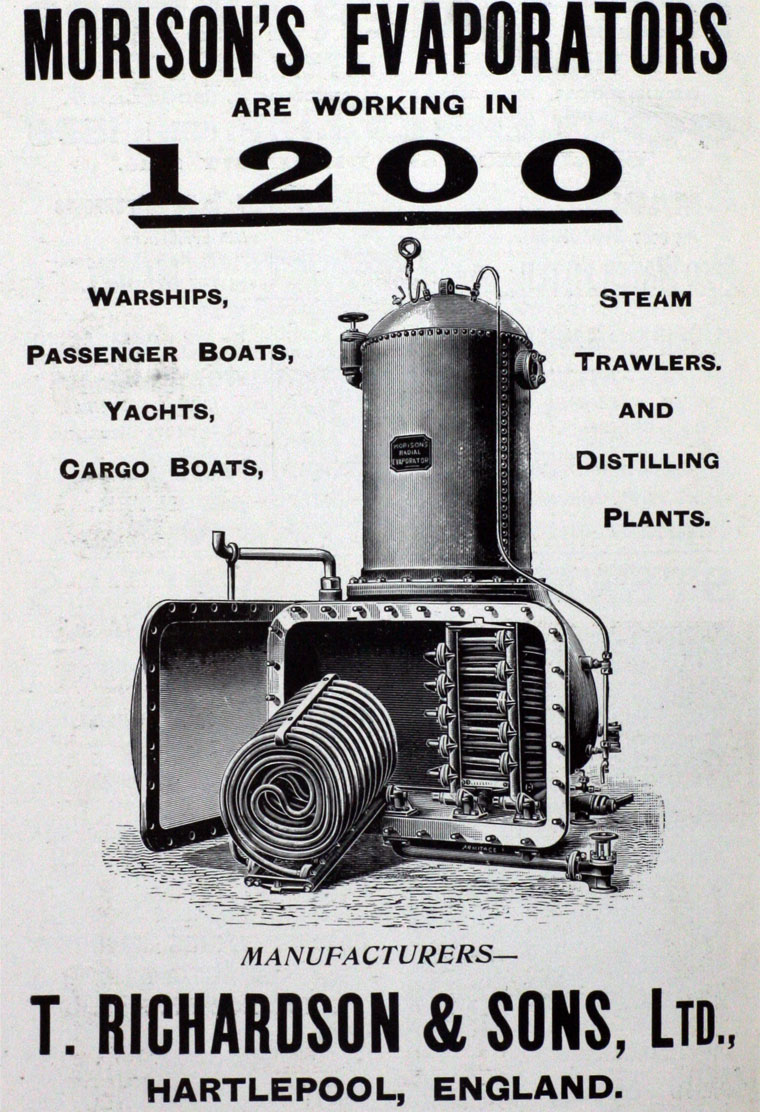
تبلیغ تبخیرکننده موریسون در یک قرن پیش

اِواپُراتور یا تبخیرکننده ابزاری است که برای تبخیر آب یا دیگر مایعات به کار می‌رود. این ابزار جز ابزارآلات پر کاربرد در صنایع مختلف از جمله صنایع غذایی، نوشابه‌سازی، سامانه‌های تهویه مطبوع و … است.
تبخیرکننده به وسیله‌ای گفته می‌شود که با دریافت حرارت سیالی را از فاز مایع به فاز گاز تبدیل نماید و شامل انواع آن می‌باشد که می‌توان به کتل، فالینگ فیلم عمودی، فالینگ فیلم افقی و پلیت تایپ اشاره نمود.

## تبخیرکننده‌ها در چرخه تبرید
دستگاهی که دائما گرمای محیط را جذب نموده و ماده مبرد در آن تبخیر می‌شود اواپراتور یا تبخیرکننده نامیده می‌شود. در تبخیرکننده همواره دمای فضا یا مواد سرد شونده باید از دمای مبرد بیشتر باشد تا عمل انتقال حرارت صورت گیرد. بنابراین در چرخه تبرید هر دستگاهی که در طول تحول تبرید در آن مبردی تبخیر شود تبخیرکننده نامیده می‌شود. تبخیرکننده نیز یکی از قسمت‌های اساسی سامانه‌های تبرید است.

## انواع تبخیرکننده

نگاره یک چرخه خنک‌سازی ۱- مبدل حرارتی ۲-شیر انبساط گرمایی ۳-تبخیرکننده ۴-کمپرسور

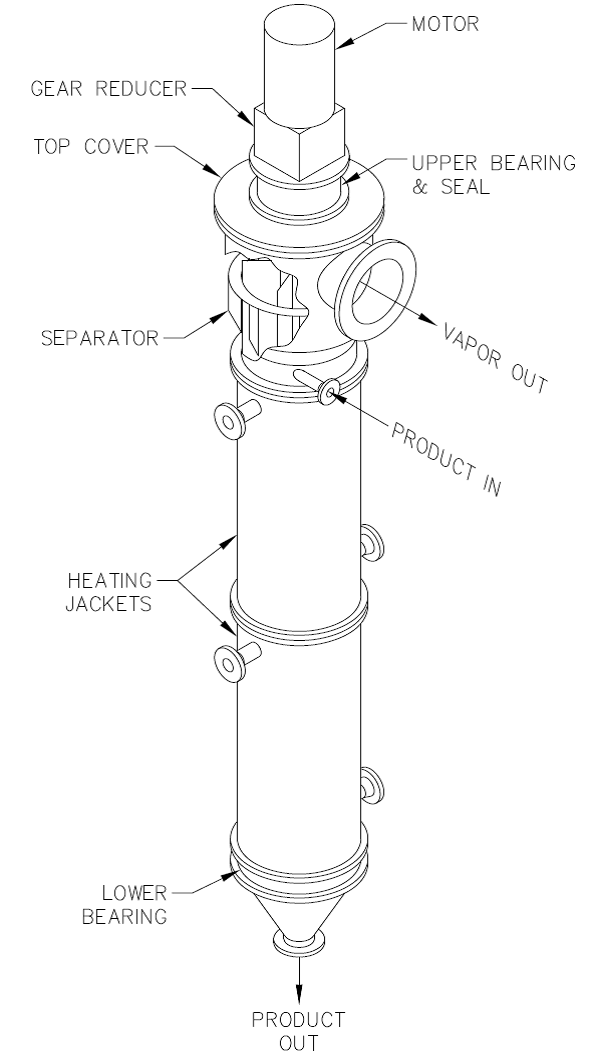
گونه‌ای تبخیرکننده

از پرکاربردترین تبخیرکننده‌ها عبارتند از.

### تبخیرکننده‌های پوسته لوله‌ای
تبخیرکننده‌های پوسته و لوله همان‌طور که از نامشان پیدا است، از یک پوسته و شماری لوله که درون این پوسته قرار دارند، تشکیل می‌شوند. معمولاً از درون لوله‌ها، مبرد و درون پوسته آب گذر می‌کند. این‌گونه با در کنار هم قرار گرفتن این دو سیال، مبرد گرما را از آب درون پوسته گرفته و تبخیر می‌شود. البته تبخیرکننده پوسته و لوله انواع دیگری نیز دارد که یک نمونه آن از گونه غرقابی (Flooded) است. در این تبخیرکننده جای آب و مبرد جابه‌جا است. یعنی اینکه در نوع غرقابی، آب درون لوله ها و مبرد درون پوسته جریان دارد. اواپراتور یا تبخیرکننده پوسته و لوله در انواع مختلفی طراحی و ساخته می شود که معمولا بر اساس تعداد پاس (تعداد دفعات رفت و برگشت سیال جاری در لوله ها از ابتدا تا انتهای اواپراتور) و جنس پوسته و لوله ها (اینکه از جنس مس یا استنلس استیل و یا ... هستند) به انواع مختلفی دسته بندی می شوند.

### تبخیرکننده‌های صفحه‌ای
در این دسته از تبخیرکننده‌ها چندین صفحه به گونه‌ای در امتداد یک دیگر قرار می‌گیرند که یکی در میان، مبرد و سیال خنک شونده از آن‌ها عبور می‌کند. تبخیرکننده‌های صفخه ای از تبخیرکننده‌های پوسته و لوله بازدهی بالاتری دارند و البته ابعادشان نیز کوچکتر است.

### تبخیرکننده‌های هوایی
این تبخیرکننده‌ها دارای لوله‌های فین‌داری هستند که مبرد در داخل آن‌ها جریان دارد. یک فن نیز هوا را از میان فین‌ها عبور می‌دهد. از این تبخیرکننده‌ها در سردخانه‌ها به‌منظور خنک‌کردن هوا استفاده می‌کنند.